# تیفنباخ (لاندسهوت)
تیفنباخ (به آلمانی: Tiefenbach) یک شهر در آلمان است که در لندسهوت واقع شده‌است.